# وافية درويش المعمري
وافية درويش المعمري (مواليد 2003) هي لاعبة شطرنج إماراتية (FIDE Master (WFM) (2020)، فائزة ببطولة الشطرنج الإماراتية للسيدات عام 2018. لاعبة نادي العين للشطرنج والثقافة، ومنتخب الإمارات العربية المتحدة.

## حياتها
بدات وافية لعب الشطرنج وهي في الخامسة من عمرها، وما شجعها على ذلك أخوتها الذين كانوا يمارسون ذات اللعبة، ومنهم أختها زينب درويش المعمري وهي ايضًا بطلة في لعبة الشطرنج، ووافية هي لاعبة نادي العين للشطرنج والثقافة، ولاعبة منتخب الإمارات العربية المتحدة. وافية حاصلة على لقب استاذة اتحاد دولي، وتطمح في الوصول إلى لقب "أستاذة دولية كبيرة".

## انجازاتها في لعب الشطرنج

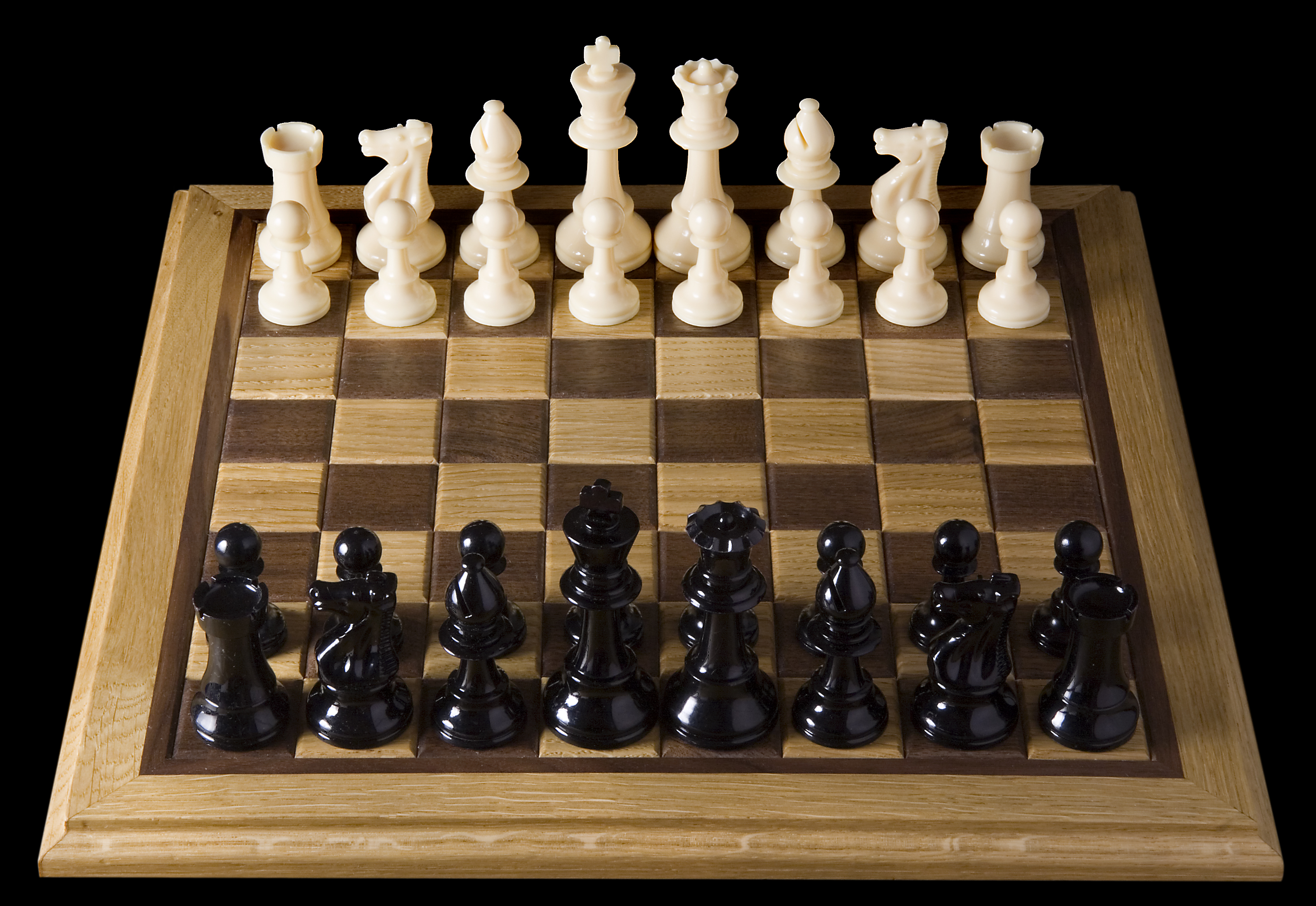

بدأت إنجازات وافية درويش في لعب الشطرنج منذ الصغر، حيث حقق المركز الثالث والميدالية البرونزية في بطولة مدارس ىسيا تحت 9 سنوات، في عام 2016 حصلت وافية درويش المعمري على المركز الثالث في بطولة الإمارات للشطرنج للسيدات. وفي 2017 فازت بذهبية بطولة المراة الخليجية، وفي عام 2018 فازت ببطولة الإمارات للشطرنج للسيدات. وفي 2018 حصلت على بطولة العرب تحت 16عامًا المقامة بالاردن. وفي 2019 فازت ببطولة الإمارات للشطرنج للسيدات، وفي 2019 ايضًا كانت وافية بطلة كاس رئيس الدولة، وفي 2019 فازت وافية بذهبية بطولة العرب تحت 19 عامًا، وفي عام 2023، شاركت وافية درويش المعمري في كأس العالم للشطرنج للسيدات بنظام الإقصاء الفردي، وخسرت في الجولة الأولى أمام السيدة ليا جاريفولينا. كما احرزت اللاعبة الميدالية الفضية ضمن منافسات بطولة "العين 100 سنة شطرنج" متفوقة على عدد من الاساتذة الدوليين. واحرزت أيضًا المركز الثالث في بطولة حمدة بنت تريم الخيرية للشطرنج برصيد 5.5 نقطة. وفازت وافية مع نادي العين للشطرنج ببطولة العالم في كازاخستان. ووافية ضمن الوفد المشارك في اولمبياد الشطرنج رقم (45) بالعاصمة المجرية بودابست، ويرافقها مع منتخب السيدات كل من: روضة السركال ومريم عيسى وعهود عيسى وزينب درويش المعمري.
وافية درويش المعمري لعبت لمنتخب الإمارات العربية المتحدة في أولمبياد الشطرنج للسيدات:
- في عام 2018، حصلت على المركز الثاني في أولمبياد الشطرنج الثالث والأربعين (سيدات) في باتومي (+2، =4، -4).[11]
- في عام 2022، حصلت على المركز الثاني في أولمبياد الشطرنج الرابع والأربعين (سيدات) في تشيناي (+5، =2، -3).[12]

في فبراير 2020، حصلت وافية على لقب Women FIDE Master (WFM) لقب أستاذة اتحاد دولي، بعدما وصلت إلى 1900 نقطة.

## روابط خارجية
- وافية درويش.. أستاذة الأذكياء